# Knackwurst

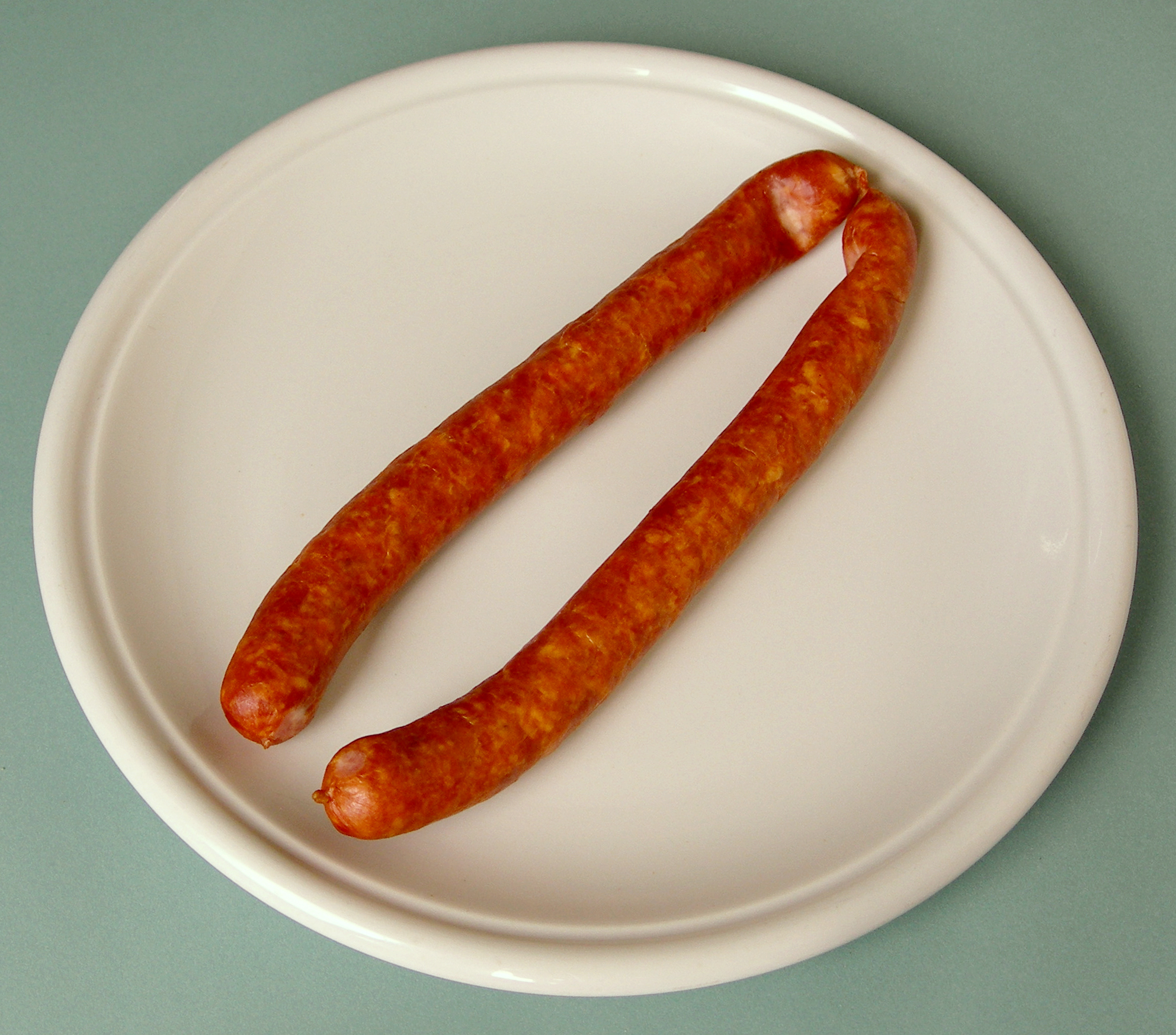
Knacker de jamón berlinesa.

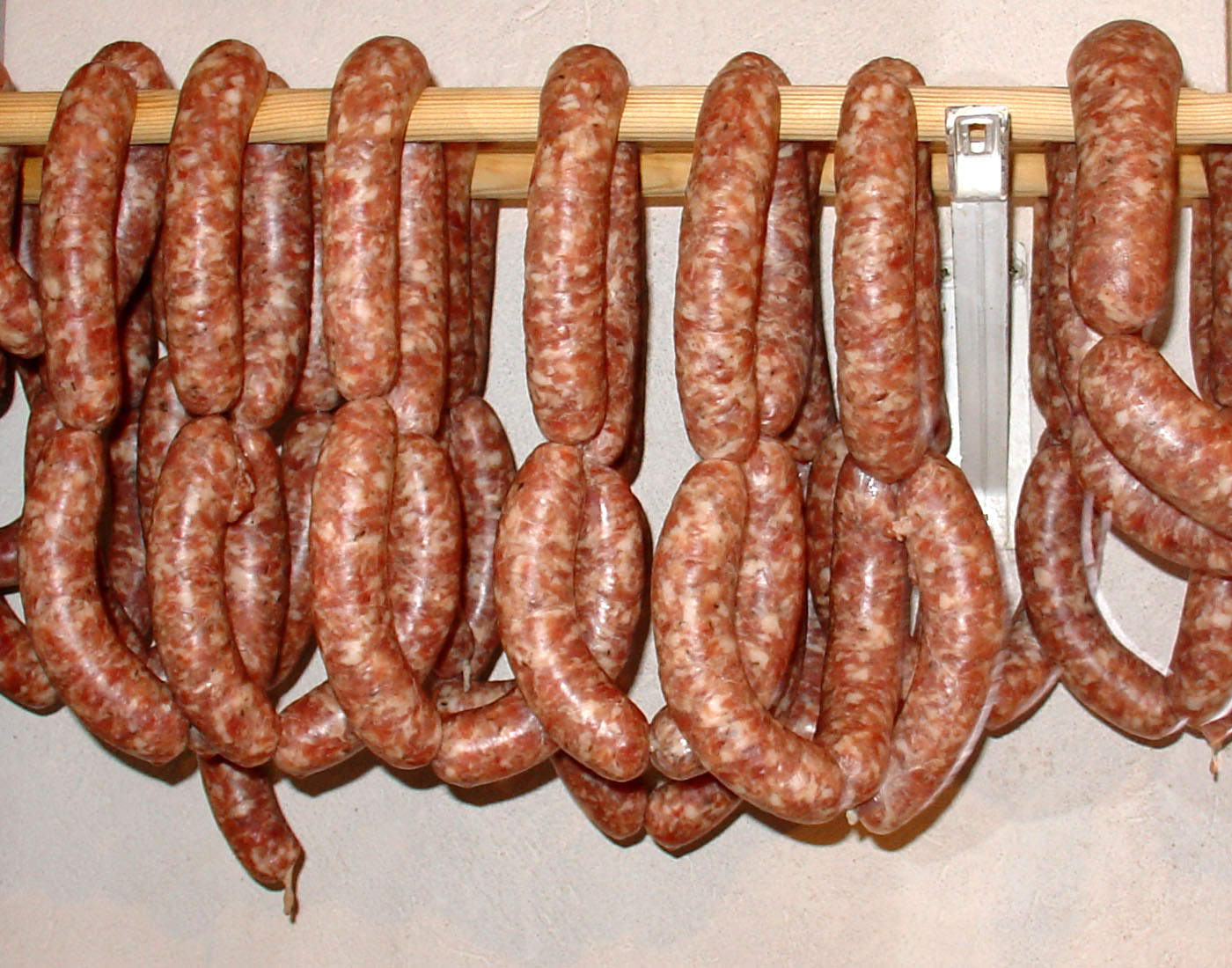
Knackers sajonas antes del ahumado.

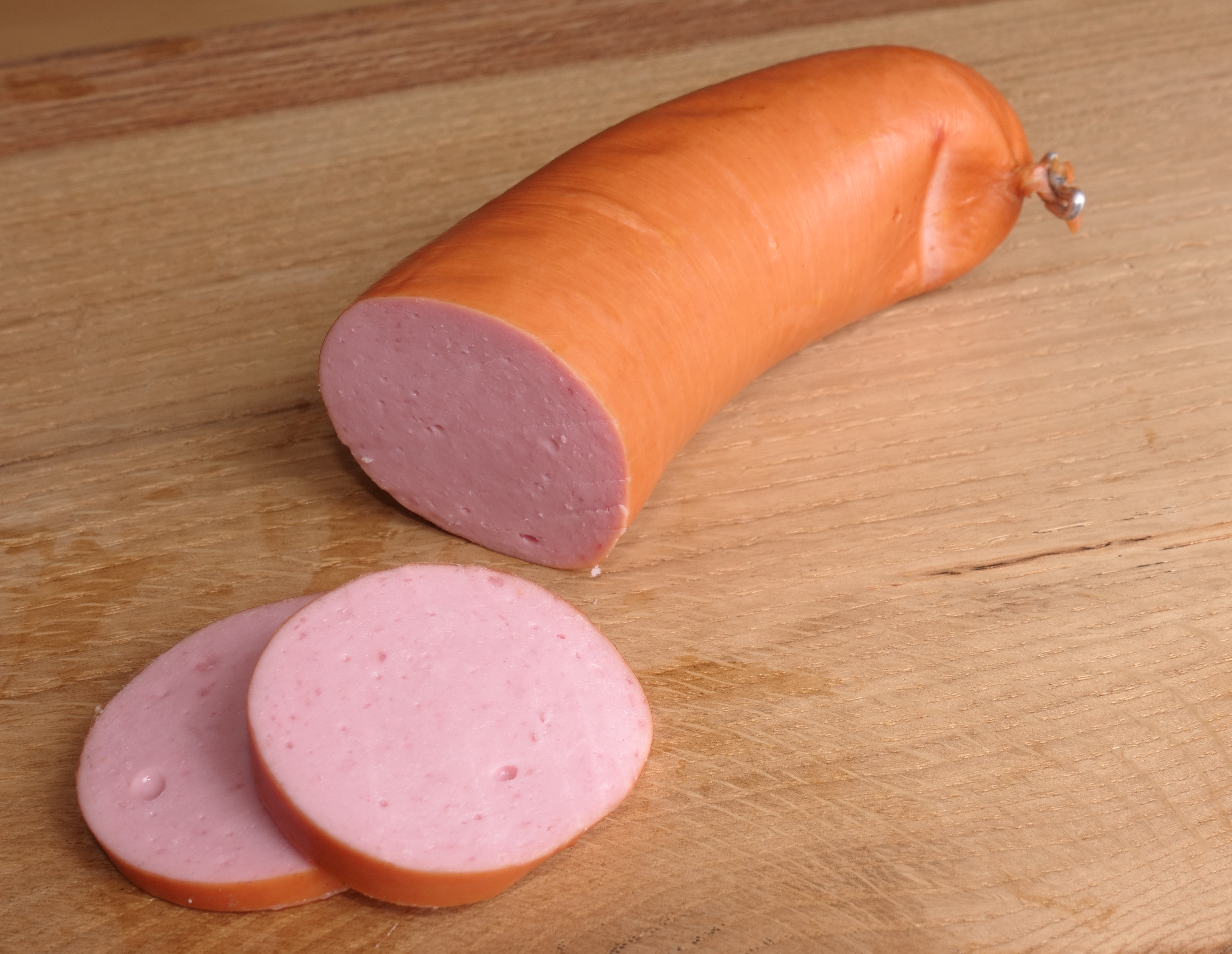
Knackwurst

Knackwurst, abreviado knacker, es un nombre que alude a un tipo de salchicha alemana, que difiere de una región a otra, tierna y lo suficientemente pequeña como para comerse directamente con las manos. El término, surgido en el siglo XVI, procede de la palabra alemana knacken (‘crujir’) o knackig (‘crujiente’), en alusión al ruido que produce la salchicha al ser mordida, ya que durante la cocción se hincha, quedando tirante su tripa.
En el norte y este de Alemania se llama knackwurst (también knacker, bauernknacker o mettenden) a una salchicha seca (rohwurst) fina y ligeramente ahumada hecha con carne de cerdo picada (mett) fuertemente condimentada. Puede tomarse fría o caliente, e incluso añadirse a los guisos. Estas salchichas pierden en su elaboración cerca del 10% de su peso durante las varias semanas que dura el proceso.
En el sur de Alemania y Austria (salvo Vorarlberg) se llama knackwurst o knacker principalmente a brühwurste (‘salchichas escaldadas’) hechas con una pasta muy fina (brät), como la salchicha de Frankfurt (Frankfurter Würstchen). Sin embargo, la forma de estas knackers difiere de la de esta última: son más cortas y tres o cuatro veces más gruesa. En partes del oeste de Austria la knackwurst se conoce también como salzburger. En Austria también se llama a la knackwurst jocosamente beamtenforelle (‘trucha de hierro’).
En Vorarlberg existe la schübling, que es un equivalente común de la knackwurst. Sin embargo, se prepara sin almidón de patata y la pasta se pica ligeramente más gruesa.